# Zubov Bay
Die Zubov Bay (in Chile Bahía Marcial Mora) ist eine 3,5 km breite Bucht an der Ostseite der Renaud-Insel im Archipel der Biscoe-Inseln westlich der Antarktischen Halbinsel.
Erstmals genau verzeichnet ist sie auf einer argentinischen Landkarte aus dem Jahr 1957. Das UK Antarctic Place-Names Committee benannte sie 1959 nach dem sowjetischen Ozeanographen Nikolai Nikolajewitsch Subow (1885–1960), der zahlreiche Schriften über das Meereis in der Arktis verfasste. Namensgeber der chilenischen Benennung ist der Politiker Marcial Mora Miranda (1895–1972), Minister für auswärtige Angelegenheiten im Kabinett von Präsident Pedro Aguirre Cerda von 1938 bis 1941.